# کمیته المپیک زیمبابوه
کمیته المپیک زیمبابوه (انگلیسی: Zimbabwe Olympic Committee) یک سازمان ورزشی است که نماینده کشور زیمبابوه در کمیته بین‌المللی المپیک می‌باشد.
این سازمان که در سال ۱۹۳۴ تأسیس شده مسئول آماده‌سازی و اعزام ورزشکاران به بازی‌های المپیک، بازی‌های المپیک جوانان و بازی‌های آفریقایی است.